# Molnár Nini
Molnár Nikoletta Anna (Budapest, 1991. július 26. –), művésznevén Nini Molnar magyar divattervező, modell, vállalkozó, televíziós szereplő.

## Élete
Tanulmányait az Egyesült Királyságban végezte, volt a Regent's University, és a King's College London felsőoktatási intézmények tanulója is.[1] Ott üzletmenedzsmentet tanult alapképzésen, majd nemzetközi marketinget mesterfokozaton. 
14 éves korában kezdett el modellkedni, bejárta New Yorkot és Milánót.[2] Ekkor ismerte meg közelebbről a divatvilágot, ami szinte azonnal magával ragadta.   
Divattervezőként először 2015 októberében debütált, amikor bemutatta első saját tervezésű darabját, az azóta Pombag néven elhíresült, mongóliai bárányszőrből készült különleges táskát. Ebben az időben még a londoni Hotel Cafe Royal étteremben dolgozott, mint marketingasszisztens, de a kollekció rövid időn belül olyan komoly sikereket ért el, hogy 2017-ben megalapította saját cégét, ami táskafélék, és szíjazat gyártásával foglalkozik.[4] Kollekciói ma már Londonban, New Yorkban, és Kijevben is elérhetőek. Szintén ebben az évben kollaborált a hazai Dorko márkával, és hozták létre DRK X NINI MOLNAR kollekciót; illetve Éder Krisztián énekes-fotóssal Handbag Stories kampányt. 
2018-ban a Budapest Central European Fashion Week-en bemutatta első fürdőruha kollekcióját.[5] 
2019-ben bejutott a Hungarian Fashion and Design Agency Magyar Mentor Programjába. 
2020-ban bejutott a Hungarian Fashion and Design Agency Olasz Mentor Programjába. 
2020-ban debütált a Milan Fashion Week at Fashion Hub-on az SS21 Hungarian Love kollekciójával. 
2021 februárjában mutatta be az AW21-es táska és első NINI kapszula ruha kollekciót online a Milano Fashion Week-en.
2021 szeptemberében mutatta be az első RTW SS22 kollekcióját, a Budapest Central European Fashion Week-en. 
2021-ben a Milano Fashion Week-en mutatta be új kollekcióját.[6] 
2021-ben A Budapest Central European Fashion Week AW22 kollekciója már a sajátmárkás sport ruházatával is bővült.  
2022-ben Handbags and NINI active fashion show-on mutatta be BCEFW AW22 nevezetű Spicey Ice kollekcióját. 
2022 februárjában mutatta be a AW22 Spicey Ice handbag and accessories kollekcióját – MFW Fashion Hub. 
2025 nyarán feleségül ment Fucsovics Márton teniszezőhöz.

## Díjak, elismerések
- KREÁCIÓ (Magyar Szőrmeipari Szövetség), különdíj (2016)
- Glamour Women of the Year, Kiegészítő tervező díj (2017)
- Joy Influencer Award jelölés Lifestyle Kategóriában (2018) [9]
- Fem Café Inspiráló Tervező Kategória jelölés (2019) [10]

## Megjelenései a médiában
- Bisztro dal (Szerecsenkirály feat. Nini, 2011)
- Feleségek luxuskivitelben (III. és IV. évad, Viasat 3, 2020)
- Celebcella (I. évad, Viasat 6, 2020)
- A Konyhafőnök VIP (VI. évad, 2021)
- Celeb vagyok, ments ki innen! (VI. évad, 2022)

## Üzletei
- Első NINI POP-UP üzlet megnyitása a Váci utcában (2019)
- NINI BOUTIQUE[11]  megnyitása a Váci utca 68 szám alatt – ez a NINI brand flagship store-ja jelenleg is (2020 )

## Jótékonysági tevékenységei
- 2012-ben gyakornokként vett részt a Bátor Tábor programjaiban.
- 2015-ben önkénteskedett a Bátor Tábornál.

- Minden évben támogatja a Bátor Tábor Golf eseményét egy aukcióra bocsájtott táskájával.
- 2021-ben kezdett együtt dolgozni a Down Alapítvánnyal. Bőröket adományoz nekik, amiből az ott dolgozók kézműves termékeket tudnak készíteni.